# Gerhard Frommel
Gerhard Frommel   (Karlsruhe, 7 d'agost de 1906 - Filderstadt, 22 de juny de 1984) va ser un compositor, professor de música i escriptor de música alemany.

## Biografia
Entre els avantpassats de Gerhard Frommel hi havia el compositor Nicolaus Bruhns, el gravador de coure Carl Ludwig Frommel i el predicador de la cort de Berlín, Emil Frommel. El teòleg i poeta Otto Frommel era el seu pare, el president de l'església regional de Baden, Albert Helbing, era el seu avi. Gerhard Frommel va créixer a Heidelberg i va aprendre a tocar el violí i el piano a una edat primerenca. A través del seu germà gran Wolfgang Frommel va entrar en contacte amb la ment de Stefan George. Ja el 1922, Gerhard Frommel va començar a estudiar composició i solfeig amb Hermann Grabner a Heidelberg, que va continuar al Conservatori de Leipzig del 1924 al 26. 1926-29 fou estudiant del mestre de Hans Pfitzner a l'Acadèmia de les Arts prussiana. Al mateix temps, estudia direcció amb Karl Böhm i piano amb Sigfrid Grundeis. El 1929 va aprovar l'examen de professor de composició i teoria.
Del 1929 al 1932 Gerhard Frommel va donar classes a la Universitat Folkwang d'Essen, a partir de l'estiu de 1933 al Conservatori Hoch'schen de Frankfurt del Main. Després de la "presa del poder" pels nacionalsocialistes, es va unir al NSDAP (número de membre 3.141.599). El 1935 va ser cofundador del grup de treball de Frankfurt per a música nova de Frankfurt, on també va presentar obres de compositors oficialment "indesitjables" com Ígor Stravinski i Béla Bartók, així com de Günter Raphael, que va ser discriminat com a "mitjà". -Jew ”. El 1937 va publicar el text Neue Klassik in der Musik, pel qual va ser denunciat a l'exposició Música degenerada del 1938 al grup Theorists of Atonal Music. En el seu discurs d'obertura, però, Hans Severus Ziegler va destacar expressament en referència als esmentats compositors alemanys que l'exposició "no volia destruir cap existència, sinó només cridar a la reflexió". Segons altres fonts, el rector de la universitat de Frommel, Hermann Reutter, que va ser denunciat a l'exposició ell mateix, i altres van protestar i van poder eliminar els escrits de Frommel de l'exposició. La denúncia en realitat no va fer cap mal a Frommel, ja que les seves obres es van continuar representant.
Després del començament de la Segona Guerra Mundial, Gerhard Frommel va ser destinat a la Wehrmacht i va participar en la campanya francesa el 1940. Les seves experiències bèl·liques el van portar a un renovat compromís amb Baudelaire i el compositor Fauré, que es va expressar poc després a la seva tercera sonata per a piano i a les cançons de Baudelaire. L'agost de 1940, Frommel va ser alliberat de la Wehrmacht, però va tornar a escriure a la tardor de 1941 i es va traslladar a l'Escola de Música de l'Exèrcit a Frankfurt. Aquí va ensenyar composició i va escriure diverses composicions per a músics militars. A més d'un octet de vent de fusta (Suite op.18) i un concertí per a conjunt de metall, dues obres per a orquestra de vent i cor basades en textos d'Otto Frommel, un breu himne (música de vent cerimonial) i una música celebraria més extensa, que eren va actuar en un important concert a l'Escola de Música de l'Exèrcit a Frankfurt del Main, patrocinat per l'agència de propaganda del districte de l'NSDAP, es va estrenar i va rebre crítiques positives a la revista "Die Musik": "que acaba amb una potent gamma d'orgue, cor i orquestra amb mitjans simfònics en un brillant himne de la victòria...". Mentre Gerhard Frommel va rebutjar posteriorment l'himne, la música cerimonial va trobar el seu camí en el seu catàleg raonat en una versió purament instrumental com Symphonic Wind Music Op. 19. Frommel va tenir el seu major èxit quan Wilhelm Furtwängler va estrenar la seva Simfonia en mi major, op. 13, en un concert de la Filharmònica de Berlín el 8 de novembre de 1942.
A la fase final de la Segona Guerra Mundial, va ser, sobretot per recomanació del ex-oficial de música de l'Alt Comandament de la Wehrmacht i posteriorment cap de l'Escola de Música de l'Exèrcit de Frankfurt, Ernst-Lothar von Knorr a l'agost de 1944, a la llista afavorida per Déu aprovada per Adolf Hitler, es va registrar allò que el va salvar d'un desplegament de primera línia, inclòs al front de casa.
Des del 1945 Frommel va ser professor de composició a les universitats de Trossingen i Heidelberg, des del 1956 a la Universitat de Música de Stuttgart i, com a part d'una càtedra, finalment del 1960 al 1971 a la Universitat de Música de Frankfurt. Entre els seus estudiants hi ha Hugo Puetter, Helmut Sadler, Anton Biersack, Hermann Schäfer i Sigrid Ernst. Des de finals de la dècada de 1950 també va ser president de la secció de Baden-Württemberg de l'Associació Alemanya de Compositors, delegat al Consell de Radiodifusió del Süddeutscher Rundfunk i director de l'Associació d'Orquestra de Stuttgart. Paral·lelament a la seva obra compositiva, va publicar assajos sobre Bellini, Wagner, Bruckner, Fauré, Puccini i el període classicista d'Ígor Stravinski.
Frommel estava casat amb Gertrud Neuhaus (1906-2001) des del 1929. La parella va viure a Heidelberg des del 1945 i va tenir tres fills: Christoph Luitpold (* 1933), Melchior (* 1937) i Veronika (* 1944).

## Relació amb l'estat nazi
El paper de Frommel en l'època del nacionalsocialisme es valora de manera diferent a la literatura.
Wolfgang Osthoff va escriure: "El 1933 Gerhard Frommel […] també va ser atrapat per l'"onada nacional". Segons Osthoff, Frommel va revisar la seva actitud després dels assassinats de 1934 i d'una visita a Suïssa, on " per primera vegada es va assabentar de les condicions dels camps de concentració alemanys "(G. Frommel). Osthoff:" Després d'això, va representar emfàticament el rebuig del règim, especialment en l'àmbit educatiu ".
Fred K. Prieberg i Ernst Klee, en canvi, que es basen principalment en fonts de l'època nazi, arriben a conclusions diferents de la visió d'Osthoff, que es basa en les declaracions de Frommel.

## Classificació musical
La música de Frommel té les seves arrels en la tradició clàssica-romàntica. A través de la influència d'Ígor Stravinski (Èdip Rex) es va intensificar en termes de temàtica, harmonia i ritme. Frommel es va afirmar com a compositor, sobretot abans del 1945 en temps del nacionalsocialisme, quan Hans Pfitzner va interpretar les variacions orquestrals de Frommel (op. 7) el 1934 i Wilhelm Furtwängler va dirigir l'estrena de la primera simfonia el 1942. A les sonates per a piano (núm. 5-7) compostes després del 1950, Frommel va desenvolupar una harmonia diferenciada i rica en dissonància, que el va portar a revisar obres anteriors.
Frommel, que va escriure obres tonals tota la vida, ja no va poder afirmar-se com a compositor des dels anys cinquanta. La seva òpera Der Technokrat, acabada el 1962 i basada en un llibret de Dieter Wyss, encara no s'ha estrenat. El 1962 Frommel va abandonar la composició, a excepció de la seva setena sonata per a piano del 1970. Va justificar la seva decisió amb les següents paraules: Prefereixo callar que seguir un tret del temps que no em convingui.

## Obres (selecció)
Les obres completes es poden trobar a la Biblioteca Estatal de Baviera a Múnic. (Les obres sense avís d'un editor són manuscrits)